# Мешулам, Рафаэль
Рафаэль Мешулам (ивр. רפאל משולם‎, англ. Raphael Mechoulam; 5 ноября 1930, София, Болгария — 9 марта 2023, Иерусалим, Израиль) — израильский биохимик, исследователь механизмов психотропного действия конопли.

## Биография
Выпускник Еврейского университета (Иерусалим, Израиль), с 1956 — доктор философии, сотрудник Вейцмановского института в Реховоте (Израиль). Занимался исследованиями химической структуры терпенов, алкалоидов, каннабиноидов.
В 1964 году, совместно с Иехиелем Гаони (англ. Yechiel Gaoni), выделил основной психотропный компонент гашиша — тетрагидроканнабинол (ТГК) — и опубликовал его химическую формулу. Открытие имело определённый научный резонанс, однако не получило практического применения, поскольку вещество сочли «не имеющим медицинской ценности» и отказались патентовать. В конце 1970-х годов фармакологи США, используя разработки Мешулама, создали препарат «маринол», используемый как противорвотное средство при химиотерапии рака и стимулятор аппетита при СПИДе.

## Работа в Еврейском университете
В 1966 году Мешулам перешёл в Еврейский университет, где получил звание профессора и собственную кафедру (1975) и продолжил свои исследования. В 1988 году им была высказана гипотеза о существовании в нервных клетках особых каннабиноидных рецепторов, взаимодействующих с ТГК. В 1990 году, совместно с группой учёных, он обнаружил и описал такие рецепторы, особо подчеркнув при этом, что их наличие должно свидетельствовать о естественной выработке в организме нейромедиаторных веществ, подобных каннабиноидам.
Два года спустя Мешулам совместно со своим ассистентом Уильямом Дивейном (англ. William Anthony Devane) идентифицировал одно из таких веществ — этаноламид арахидоновой кислоты — и назвал его «анандамидом». Впоследствии этот термин стал названием для целой группы эндогенных каннабиноидов, исследование которых позволило достигнуть значительного прогресса в изучении медицинских свойств конопли и создать каннабиноидоподобные вещества, не обладающие психоделическими свойствами. В частности, каннабиноид HV-211, синтезированный под руководством Мешулама, обладает глутаминоблокаторными свойствами, характерными для препаратов конопли, но при этом не оказывает психотропного действия.
В 1999 году Рафаэль Мешулам был избран президентом Международного общества исследования каннабиноидов (International Cannabinoid Research Society).

## Награды и отличия
- 1994 — Ulf von Euler Lecture in Physiology
- 2000 — Премия Израиля
- 2004 — Премия Генриха Виланда[англ.]
- 2012 — Ротшильдовская премия
- 2012 — премия ЭМЕТ
- 2019—2020 — Премия Харви